# جيسيكا تورنر
جيسيكا تورنر (بالإنجليزية: Jessica Turner) هي منافسة ألعاب القوى بريطانية، ولدت في 17 أغسطس 1995 في دربي في المملكة المتحدة.

## وصلات خارجية
- جيسيكا تورنر على موقع الاتحاد الدولي لألعاب القوى (الإنجليزية)
- جيسيكا تورنر على موقع الاتحاد الأوروبي لألعاب القوى (الإنجليزية)
- جيسيكا تورنر على موقع الاتحاد البريطاني لألعاب القوى (الإنجليزية)
- جيسيكا تورنر على موقع ThePowerOf10.info (الإنجليزية)
- جيسيكا تورنر على موقع اللجنة الأولمبية الدولية (الإنجليزية)
- جيسيكا تورنر على موقع أوليمبيديا (الإنجليزية)
- جيسيكا تورنر على موقع اللجنة الأولمبية البريطانية (الإنجليزية)